# NGC 4683
NGC 4683 (другие обозначения — ESO 322-83, CCC 8, MCG -7-26-47, DRCG 56-18, DCL 212, PGC 43182) — линзообразная галактика в созвездии Центавра. Морфологический тип по Вокулёру SB0− (линзообразная галактика с перемычкой, переходной тип к эллиптическим галактикам). Открыта Джоном Гершелем 8 июня 1834 года. Является частью скопления Центавра.
Этот объект входит в число перечисленных в оригинальной редакции «Нового общего каталога».
Эллиптичность фотографических изофот в центре около 0,25, растёт с удалением от центра и достигает максимума 0,50 на расстоянии 30′′, на периферии уменьшается до 0,10. Изофоты асимметричны, ориентация их осей поворачивается более чем на 10 градусов с удалением от центра. У NGC 4683 не наблюдается галактик-компаньонов до расстояния как минимум 45′.
NGC 4683 ассоциирована с ультрафиолетовым источником (яркость 12,58m ± 0,43m, обозначение FC 71), обнаруженном при наблюдениях на космическом телескопе FAUST, работавшем в диапазоне дальнего ультрафиолета, 140—180 нм.